# Петровское (Лежневский район)
Петровское — село в Лежневском районе Ивановской области России, входит в состав Лежневского сельского поселения.

## География
Село расположено в 17 км на юг от райцентра посёлка Лежнево.

## История
В XVII—XVIII столетиях село по церковной линии входило в состав Дорской десятины Суздальского уезда, по административной линии — до 1778 года состояло в Опольском стане Суздальского езда, а затем в Быковской волости Ковровского уезда Владимирской губернии, а с 1918 года — в Ивановской области.
Первые достоверные сведения о селе относятся к началу XVII века, когда оно после окончания Великой Смуты было пожаловано сразу двум владельцам: в 1628—1630 годах оно принадлежало Никифору Ивановичу Жировскому и князю Ивану Михайловичу Барятинскому. В 1776 году доля Жировского, после смены многих владельцев, стала собственностью подполковника Александра Алексеевича Скрипицына (1722—1811), который и большую долю части Барятинского (также после многочисленной смены владельцев) приобрёл в 1788 году; небольшие части села к концу XVIII столетия принадлежали Рыкуновым и Шубиным. В начале XIX века, 10 марта 1808 года, имение было продано  Скрипицыным Н. Ф. Пасынкову, который 15 марта 1813 года приобрёл и долю Рыкуновых. Сны Н. Ф. Пасынкова, Геннадий, 30 июля 1870 года продал имение Дербеневым — Петру Тимофеевичу и Ивану Никаноровичу — сыну и племяннику московского купца 3-й гильдии Тимофея Васильевича Дербенёва (1792—1854), уроженца деревни Агрофенино Ковровского уезда.
По сведениям VIII ревизии 1834 года за Н. Ф. Пасынковым числилось в Петровском дворовых людей 17 мужского и 9 женского пола, а также 7 мужского и 11 женского пола душ крестьян.
В статистическом сборнике, изданном в 1857 году Тихонравовым указывалось:

Село Петровское, близ рек Вязьмы и Уводи, 13 дворов, 65 мужского и 69 женского пола душ, церковь каменная во имя Живоначальныя Троицы, устроены два придела во имя Успения Божией Матери и св. великого князя Александра Невского, священник, дьякон и два причетника. Господский дом г. Пасынковой, ветряная мельница и кузница.

В 1859 году в селе числилось 18 дворов. После отмены крепостного права кроме лиц, живущих при церкви, крестьянских дворов не осталось. Фактически, село превратилось в погост.
В 1905 году было только 3 двора и 15 жителей.
С 1932 года село входило в состав Растилковского сельсовета Лежневского района, в 1963-85 годах — в составе Ивановского района, с 2005 года село — в составе Воскресенского сельского поселения, с 2015 года — в составе Лежневского сельского поселения.
Каменная двухэтажная церковь с колокольней в селе была построена в 1790 году на средства помещика подполковника Александра Алексеевича Скрипицына. В церкви было три престола: в верхнем холодном этаже — в честь Святой Живоначальной Троицы, в нижнем теплом этаже: в честь Успения Божьей Матери и во имя Святого Благоверного Великого Князя Александра Невского. Приход состоял из села и 10 деревень. В селе существовала церковно-приходская школа, помещавшаяся в доме, построенном прихожанами в 1884 году.

## Население
| 1859 | 1905 | 2010 |
| ---- | ---- | ---- |
| 130  | ↘15  | ↘7   |

## Достопримечательности
В селе находится действующая церковь Троицы Живоначальной (1790). В 1936 году была закрыта, но вскоре после окончания Великой Отечественной войны вновь стала действующей. Приход был бедным и Троицкий храм считался как бы «штрафным» — сюда направлялись, в основном, провинившиеся в чём-либо священники; до 1985 года сменилось 14 настоятелей.